# Михайлов, Владимир Сергеевич
Влади́мир Серге́евич Миха́йлов (род. 6 октября 1943, с. Кудиново, Ногинский район, Московская область) — советский и российский военачальник. Главнокомандующий Военно-воздушными силами Российской Федерации (2002—2007). Герой Российской Федерации (1996), генерал армии (2004), Заслуженный военный лётчик СССР (18.08.1988).

## Биография
Окончил среднюю школу в родном селе, Кудиновский машиностроительный техникум в 1962 году. 

## Военная служба в СССР
В Военно-воздушных силах СССР с 1962 г. В 1966 году окончил Ейское высшее военное авиационное училище летчиков с золотой медалью. Служил на должностях лётчика-инструктора, старшего лётчика-инструктора, командира авиационного звена, командира эскадрильи, заместителя командира и командира авиационного полка в Таганроге.
В 1975 году — окончил Военно-воздушную академию имени Ю. А. Гагарина. Продолжил службу на должности заместителя начальника Ейского высшего военного авиационного училища лётчиков по боевой подготовке. С 1980 года — начальник Борисоглебского высшего военного авиационного училища лётчиков. С 1985 года — заместитель командующего ВВС Московского военного округа. В 1991 году — окончил Военную академию Генерального штаба Вооружённых Сил имени К. Е. Ворошилова.

## Военная служба в России
В 1991—1993 годах — командующий Военно-воздушными силами Северо-Кавказского военного округа. В 1993 году ВВС округа были преобразованы в 4-ю воздушную армию и В. С. Михайлов был назначен её командующим.
Когда 23 декабря 1993 года трое террористов, вооруженных автоматами, в одной из школ Ростова-на-Дону взяли в заложники пятнадцать школьников и их учительницу, генерал Михайлов участвовал в переговорах с бандитами, предлагая им согласиться на затребованный ими перелёт в Чечню на военном вертолёте. В ходе переговоров рисковал жизнью, по нему были даже произведены несколько выстрелов. В итоге военные лётчики обманным путём высадили бандитов в Дагестане, где двое были арестованы (третий террорист сумел скрыться, но был задержан и осужден через несколько лет). Награждён орденом.
Активный участник первой чеченской войны 1994—1996. Авиация 4-й воздушной армии в ноябре — декабре 1994 года провела операцию по уничтожению ВВС Джохара Дудаева на аэродромах перед началом наземной операции. Всего было уничтожено свыше 200 самолётов и 2 вертолётов. В дальнейшем 4-я воздушная армия активно участвовала в боевых действиях. По сообщению газеты «Красная Звезда», командующий армией генерал-лейтенант Михайлов лично совершил 42 боевых вылета на штурмовике, уничтожил на земле 6 самолётов, 2 вертолёта, склад боеприпасов и 8 единиц техники боевиков. За участие в первой чеченской войне 1994—1996 В. С. Михайлову присвоено звание Героя Российской Федерации.
С апреля 1998 года — первый заместитель Главнокомандующего Военно-воздушными силами Российской Федерации, генерал-полковник. С 21 января 2002 года по 9 мая 2007 года — Главнокомандующий Военно-воздушными силами Российской Федерации. В 2007 году уволен в запас.
Генерал-майор авиации (1984), генерал-лейтенант авиации (18.12.1991), генерал-полковник (1998). Воинское звание генерал армии присвоено указом Президента России от 23 февраля 2004 года.
С 2007 по 2016 года работал начальником департамента по исполнению государственного оборонного заказа ОАО «Объединённая авиастроительная корпорация».
Женат. Живёт в Москве.

## Награды
- Герой Российской Федерации (13 июня 1996);
- Орден «За заслуги перед Отечеством» III степени с мечами (29 мая 2007);
- Орден «За военные заслуги» (1995);
- Орден «За личное мужество» (1994);
- Орден «За службу Родине в Вооруженных Силах СССР» III степени (1982);
- Медаль «За воинскую доблесть(За доблестный труд). В ознаменование 100-летия со дня рождения В. И. Ленина» (1970);
- другие государственные и ведомственные медали;
- Почётное звание «Заслуженный военный лётчик СССР»;
- Премия Правительства Российской Федерации за значительный вклад в развитие Военно-воздушных сил (17 декабря 2012) — за организацию и руководство строительством и развитием Военно-воздушных сил на соответствующих командных должностях[2];
- Почётный знак Губернатора Тверской области «Крест святого Михаила Тверского» (2004)[3];
- Почётный гражданин городов: Ейск (1998), Борисоглебск (2000), Ногинского района (2014)[4].

## Семья
- Женат, имеет сына и двух дочерей. Имеет 9 внуков.